# 中外野手

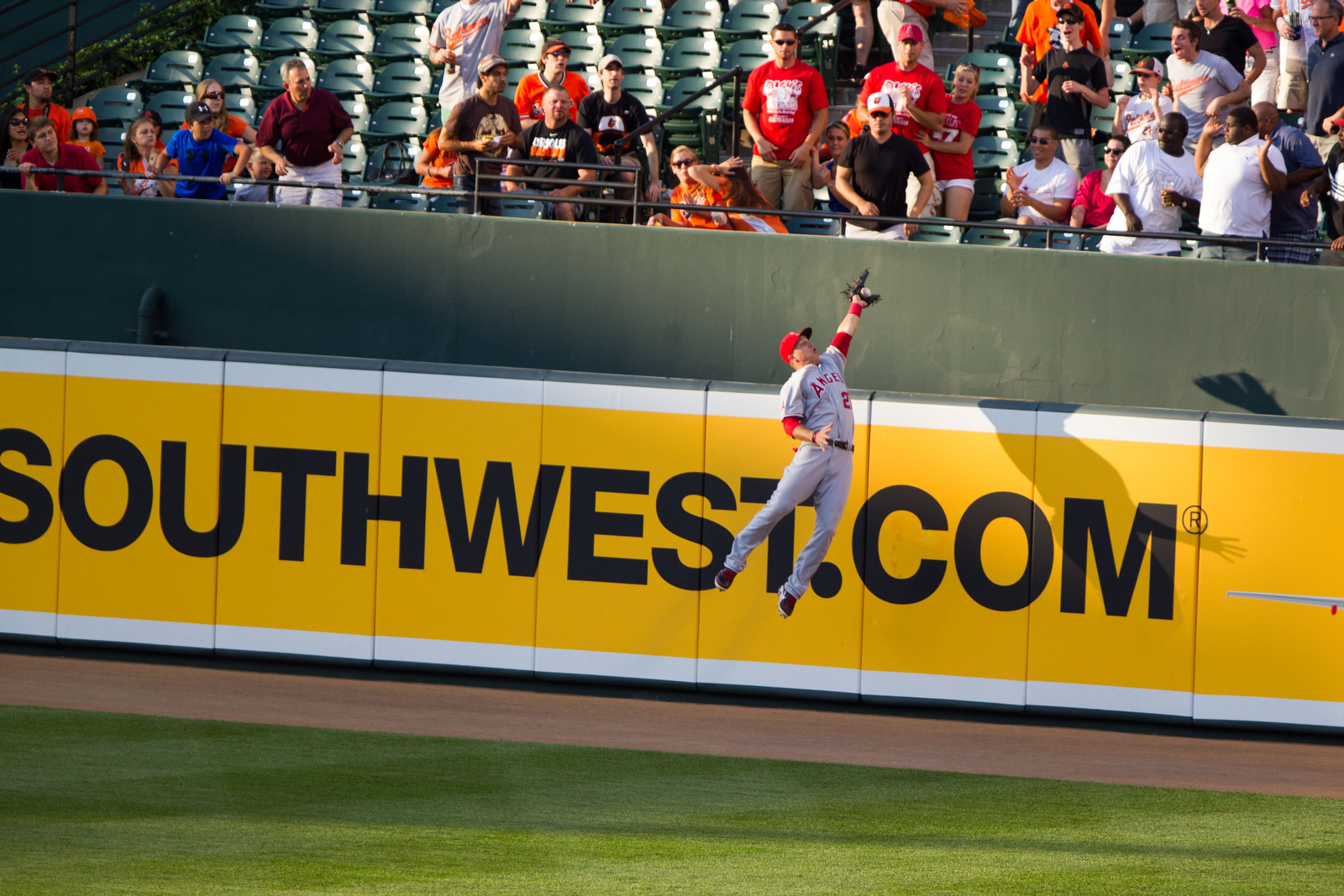
洛杉磯天使隊中堅手麥可·楚奧特（Mike Trout）接捕飛球

中外野手（英語：Center Fielder，通常簡寫成，又稱中堅手），是棒球和壘球活動防守中外野的球員。

## 概要
一般而言，中外野手是外野手中守備範圍較大的，所以通常會由腳程快，接球判斷能力好的選手來擔任，且這個守備位置最不受慣用手限制。在捕手將球傳往二壘刺殺嘗試盜壘的球員時，中外野手也必須於二壘後方補位以防止漏球。
在紀錄逐局比賽過程時，通常以數字8來代表中外野手這個守備位置。

## 外部連結
- 中外野手在台灣棒球維基館上的頁面（繁體中文）